# Trichopoda apicalis
Trichopoda apicalis är en tvåvingeart som beskrevs av Christian Rudolph Wilhelm Wiedemann 1830. Trichopoda apicalis ingår i släktet Trichopoda och familjen parasitflugor. Inga underarter finns listade i Catalogue of Life.